# 豊郷町
豊郷町（とよさとちょう）は、滋賀県の東部（湖東地方）に位置する犬上郡の町。
面積において、滋賀県最小の地方自治体でもある。江州音頭の発祥地の一つとして知られ、1999年（平成11年）以降数年は町立豊郷小学校の校舎改築問題で全国的に注目された。

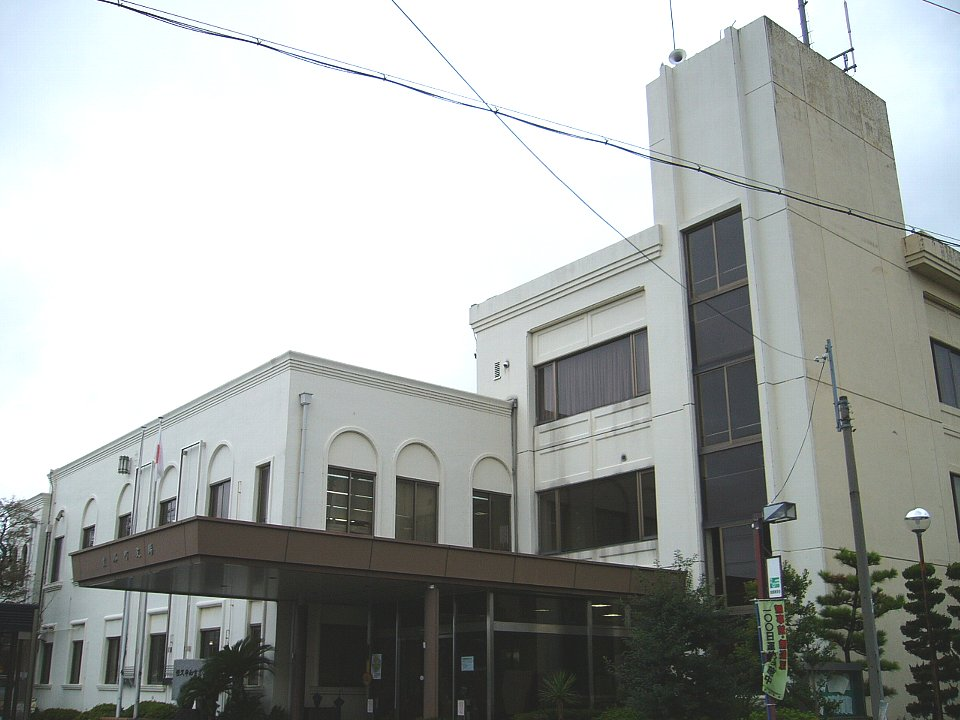
豊郷町役場旧庁舎（2021年まで使用）

## 地理
宇曽川中流右岸に広がる犬上川の扇状地で、全域がほぼ起伏のない低地帯である（最高地点115m、最低地点95m）。

### 地域
- 豊郷小学校区

町北東部。旧犬上郡豊郷村に当たる。安食西（あんじきにし）・安食南（あんじきみなみ）・三ツ池（みついけ）・四十九院（しじゅうくいん）・石畑（いしばたけ）・八目（はちめ）・八町（はっちょう）・雨降野（あめふりの）の八つの大字からなる。
- 日栄小学校区

町南西部。旧愛知郡日枝村に当たる。高野瀬（たかのせ）・大町（おおまち）・沢（さわ）・上枝（かみえだ）・下枝（しもえだ）・杉（すぎ）・日栄（ひえ）・吉田（よしだ）の8つの大字からなる。

### 隣接市町村
- 北・西 - 彦根市
- 東 - 犬上郡甲良町
- 南 - 愛知郡愛荘町

## 歴史

### 古代
豊郷町の町域は古代（大化の改新後）の犬上郡安食（あじき、あんじき）郷と愛知郡吉田（よしだ）郷に当たる。安食郷は百済からの渡来人阿直岐氏の居住地であったとされ、安食西にある阿自岐神社は阿直岐氏の邸宅跡とされる。また「犬上郡」の由来となった犬上氏（犬上君）とのゆかりが伝わる地域であり、八目に稲依別王を祭る犬上神社があり、境内近くに犬上君の居館跡とされる場所がある。三ノ坪（沢）や五ノ坪（高野瀬）など、条里制にちなむ小字名が残る。四十九院にある唯念寺は天平3年（731年）行基の開基を伝える。

### 中世
中世には安食荘・甲良（かわら）荘・日枝荘・吉田荘に属した。東山道に沿う四十九院村と枝村に市座と関所ができ、商業が活発化する。枝村商人は紙座の特権を持ち、主に美濃で仕入れた和紙を京都へ運ぶことで利益を上げた。鈴鹿山脈の八風峠を越えて伊勢や尾張へも行商したが、峠の通行権などを巡って蒲生郡の保内商人としばしば争論を起こした。
交通の要衝であるために南北朝以降戦乱に巻き込まれることが多く、文和年間（1352-56年）には足利義詮が後光厳天皇を奉じて四十九院に下向している。城砦としては那須城（石畑）・吉田城（吉田）・高野瀬城（高野瀬）・赤田城（八町）があった。那須城は那須与一の次男と伝わる那須宗信の居館で、現在の八幡神社。宗信はのちに仏門に入り、称名寺（石畑）の開祖となった。吉田城は近江源氏六角氏の一族である吉田氏の居館で、現在も跡地は「吉田屋敷」や「城屋敷」と称される。吉田氏は応永年間（1394-1428年）に上洛し、1496年（明応5年）から京極氏が入城した。上洛後の吉田氏の子孫に角倉了以がいる。高野瀬城は六角氏の部将である高野瀬氏の居館で、現在の古河AS豊郷工場。赤田城は永正年間（1504-21年）に赤田源隆が多賀荘（現在の多賀町）から移り住んだ居館で、現在の白山神社。源隆はのちに仏門に入り、常禅寺（八町）の開祖となった。

### 近世以降
江戸時代には全域が彦根藩領となった。中世から続く商業活動がなお活発に行われ、江戸時代から近代にかけて多くの近江商人が生まれた。特に下枝村の藤野家は蝦夷地の開拓・交易で成功、貧民救済事業でも活躍した。また伊藤忠商事・丸紅の創業者である初代伊藤忠兵衛は八目村の出身である。明治以降も藤野家や伊藤家をはじめとする豪商達は豊郷の発展に大きく貢献した。しばしば村政に関わったほか、石畑郵便受取所（現在の豊郷郵便局）の開設（1901年、中島常七）、電話サービスの開始（1912年、二代目伊藤忠兵衛）、豊郷病院設立（1925年、七代目伊藤長兵衛）、豊郷小学校校舎建設（1937年、古川鉄治郎）などの功績が残っている。

### 干ばつとの闘い
豊郷町は面積の半分以上が農地であり、稲作が古くからの主産業である。しかし水利に恵まれない土地で水争いが絶えず、犬上川からの用水（一の井）の最下流である四十九院・石畑・八目・八町・雨降野はとりわけ深刻であった。商業活動が活発であったのも、農業だけでは生活に困るという事情が背景にあった。明治中期以降は多くの村民が工場労働や商店勤務のため大阪・京都・東京などへ流出した。生活苦からの人口流出であったが、都会との接触は豊郷の近代文化普及を促すことにもなった。明治時代だけでも13回の干ばつが発生し、特に1909年（明治42年）の干ばつは大きな被害をもたらした。
1909年の大干ばつを受け、被害の大きかった四十九院と石畑の有志が中心となって1910年に「豊郷村耕地整理組合」を発足。村岸峰吉が中心的指導者となって、水利向上が模索され、イギリスのアーレン社から「コンケロル式離心動ポンプ」を購入し、1913年（大正2年）に日本初となる蒸気動力による揚水事業が竣工した。その後も水利開発が進められ、地下水利用の成功や農業協同組合の発展、犬上ダム（多賀町萱原）の建設などで水利問題は解消された。大正時代に竣工した揚水施設およびポンプは現在も保存されている。
「豊郷」という地名は米穀の豊穣を願ってつけられた瑞祥地名であり、ここにも干ばつとの苦闘の歴史が反映されている。

### 年表

#### 平安時代以前
- 応神天皇治世（一説に5世紀前後） - 百済からの渡来人である阿自岐氏が、近江国犬上郡安食郷（現・滋賀県犬上郡豊郷町安食地区）を本拠として栄える／安食西にある阿自岐神社は阿直岐氏の邸宅跡とされる。[1]
- 古墳時代前期もしくは中期 - 安食西古墳の造営／後世には「茶臼山」と呼ばれてきた形状不詳の古墳で、阿自岐氏との関連が推定される。
- 天平3年（731年、奈良時代後期） - 四十九院にて、法相宗寺院「日吉山千樹寺[2]」（現在の唯念寺〈兜率山唯念寺〉）の開山／行基が興した49番目の寺であるとされる[3]。これに由来して当地は「日吉荘」「千枝の里」と呼ばれるようになったという[2]。
- 時期不明（一説に奈良時代[4]） - 安食郷の阿自岐氏の邸宅に今日「阿自岐神社庭園」などと呼ばれる庭園が造られる[1]／阿自岐神社境内に今も残る池泉多島式日本庭園の作庭[1]。この庭園は犬上川伏流水の湧水を利用したもので、日本現存最古の庭園とされる[1]。当時は灌漑用池を兼ねていたとされる[5]。

#### 室町時代
- 康安元年（1361年） - 四十九院の千樹寺（日吉山千樹寺。現・唯念寺）境内にある春日神社が、後光厳天皇の行在所となり、「春日大明神」の宸翰を賜る。
- 永禄11年5月17日（1568年6月12日） - 上洛の途にある織田信長と観音寺城主・六角義賢父子の軍事衝突（同年9月12日には観音寺城の戦いが勃発）と天台宗派の内紛に地域が巻き込まれる中、この日、千樹寺が信長軍の焼き討ちに遭い、全焼する[2]。

#### 安土桃山時代
- 天正8年（1580年） - 四十九院村の千樹寺（日吉山千樹寺）が真宗大谷派へ改宗し、寺名を唯念寺（兜率山唯念寺）に改称して[3]、現在地へ遷座する。
- 天正14年（1586年） - 藤野太郎衛門常実（藤野喜兵衛の先祖）が、千樹寺（観音堂）を再建。

#### 江戸時代
- 慶長13年（1608年） - 慶長6年（1601年）からこの年までの7年間で中山道が整備され、当地域は通過地域の一つとなる。当地域に最寄りの宿場町として高宮宿（下り方面、北東方向）と愛知川宿（上り方面、南西方向）が設けられ、2宿の中間地点に位置する石畑（現・豊郷町石畑）には江戸日本橋から121番目の一里塚が設けられる。その後、石畑は間の宿として機能するようになる。
- 文政2年（1819年） - 阿自岐神社が、三間社流造の本殿を建立。

#### 明治時代
- 明治元年（新暦換算：1868年/1869年）某月某日 - 江州音頭の始まり／初代桜川大龍が、近江国愛知郡枝村（現・滋賀県犬上郡豊郷町下枝）の千樹寺（日吉山千樹寺）で踊りを披露する。これが江州音頭の始まりとされる。
- 明治5年10月10日（1872年11月10日） - 全国一律で大区小区制が施行され、当地域では、吉田村と上枝村が愛知郡第9区に、下枝村・沢村・高野瀬村が愛知郡第11区に、四十九院村・石畑村・八目村・八町村・雨降野村が犬上郡第19区に、安食西村と安食南村が犬上郡第21区に属すこととなる。
- 1874年（明治7年） - 高野瀬村から大町村が分立。安食南村から三ツ池村が分立。
- 1885年（明治18年）
  - 4月1日 - 当地域で連合戸長役場制が施行され、下枝村を中心とする7村（現在愛荘町に属する目加田を含む）と、四十九院村を中心とする9村が、それぞれに連合戸長役場を設置する。
  - 某月某日 - 旧中山道の米原─京都間が、国道7号線（現・国道8号線）に指定される。
- 1889年（明治22年）4月1日 - 犬上郡豊郷村（第一次豊郷村）と愛知郡日枝村の成立／犬上郡および愛知郡が村制を施行し、安食西村・安食南村・三ツ池村・四十九院村・石畑村・八目村・雨降野村・八町村の区域をもって犬上郡豊郷村（第一次豊郷村）が、吉田村・上枝村・下枝村・高野瀬村・大町村・沢村の区域をもって愛知郡日枝村が、それぞれに発足する。
- 1899年（明治32年）3月19日 - 近江鉄道本線豊郷駅が仮停車場をもって開業。
- 1900年（明治33年） - 北川嘉平が、父の後を継いで地主となり、ここから農政家・政治家としての諸事業を本格的に推し進める[6]。
- 1901年（明治34年）3月10日 - 石畑郵便受取所（豊郷郵便局の前身）の開設。
- 1903年（明治36年）某月某日 - 北川嘉平村長が、厚生社信用組合（全国が模範とした農業産業組合）を創設[6]。
- 1905年（明治38年）4月1日 - 石畑郵便受取所（豊郷郵便局の前身）が、石畑郵便局（三等）となる。
- 1906年（明治39年）4月14日 - 豊郷駅本停車場の竣工。
- 1909年（明治42年）7月10日～8月27日 - この間、豊郷に一粒の雨も降らず、大旱魃で被害甚大[7]。
- 1910年（明治43年）
  - 上半期 - 北川嘉平村長の下、前年の大旱魃で大きな被害を受けた四十九院と石畑の有志を中心とする村民が、県と折衝して豊郷村耕地整理組合の発足させ、蒸気ポンプによる揚水事業を敢行し、犬上川伏流水の有効利用の道を拓く[7]。中心的役割を担った村岸峯吉区長（当時27歳）[7]は、今日、豊郷の“十傑”に数えられる。
  - 6月上旬 - 英国アーレン社製「コンケロル式離心動ポンプ」（当時、機能が世界で最も優れていた揚水ポンプ）の導入・稼働開始／試運転は、石畑地区の龍ヶ池で6月5日に、四十九院の砂山池で6月12日に行われた。[7]
- 1911年（明治44年）8月16日 - 石畑郵便局（三等）が、豊郷郵便局に改称。

#### 大正時代
- 1912年（明治45年/大正元年） - 電話サービスの開始。
- 1913年（大正2年）1月2日 - 石畑地区の龍ヶ池揚水機場にて「龍ヶ池」碑の建立／日本初のポンプ動力による地下水利用の記念碑として。[7]
- 1919年（大正8年）某月某日 - 国道の指定が見直され、国道7号線は国道8号線に改められる。
- 1923年（大正12年） - 豊郷における灌漑用揚水ポンプの動力を蒸気から電気に引き換える[7]。
- 1925年（大正14年）4月27日 - 財団法人豊郷病院の設立／7代目伊藤長兵衛が私財と自宅敷地の大部分をなげうって作った寄付金で実現した[8]。
- 1926年（大正15年）7月6日 - 八目地区にて、豊郷病院の竣工・開院[8]。

#### 昭和時代
- 1934年（昭和9年）12月某日 - 犬上郡大滝村萱原（現・多賀町萱原）にて、犬上ダムの着工。
- 1942年（昭和17年） - 豊郷村と日枝村を統合して犬上郡犬上町とする合併案が浮上するも、地元の反対でまとまらず。
- 1946年（昭和21年）12月某日 - 太平洋戦争で長らく工事が中断していた犬上ダムが、日本初の農業専用の本格的コンクリートダムとして完成する[7]／現在は発電にも利用[7]。このダムの完成によって豊郷も有史以来の用水の悩みから解放される[7]。
- 1947年（昭和22年）6月25日 - 豊郷村（現・豊郷町内）にて、丸善（のちのチェーンストア丸善）が創業。
- 1953年（昭和28年）10月 - 安食西にて、アキレス関西工場（現・滋賀第二工場）の操業開始[9]。
- 1956年（昭和31年）9月30日 - 犬上郡豊郷村と愛知郡日枝村が合体（新設合併）し、犬上郡にて新生の豊郷村（第二次豊郷村）が発足する／実現の背景には1948年（昭和23年）に創設された組合立豊日中学校の存在があったとされる。
- 1958年（昭和33年）10月1日 - 豊郷病院が総合病院の指定を受ける[8]。
- 1960年（昭和35年）1月20日 - 阿自岐神社庭園が、県指定名勝となる。
- 1971年（昭和46年）2月11日 - 豊郷村が町制を施行し、豊郷町が発足。
- 1976年（昭和51年） - 豊郷町沢にて、チェーンストア丸善本部の開設。
- 1984年（昭和59年）1月1日 - 豊郷町が、ウバメガシを「町の木」に、ツツジを「町の花」に制定[10]／ウバメガシは「長寿の木」ともいわれる丈夫な木で、乾燥に強く、公害にもよく耐え、空気清浄に役立つことから選ばれた[10]。花の色と形が豊富で、広く人々に愛され、植栽もされるツツジは、生活環境の縁化・美化運動の点からも町民の人気を集め、選ばれた[10]。
- 1967年（昭和42年）3月1日 - 豊郷病院が救急指定病院になる[8]。

#### 平成時代
- 1991年（平成3年）某月某日 - 阿自岐神社の文政2年（1819年）建立の本殿が、県指定重要文化財となる[5]。
- 2008年（平成20年） - 阿自岐神社庭園が、滋賀県主催の平成20年度「近江水の宝」に選定される。
- 2011年（平成23年）10月1日 - 彦根観光バスが路線バス蚊野線を廃止／これにより、豊郷町域から一般路線バスが存在しなくなった。
- 2015年（平成27年）5月8日 - 日本創成会議の推計による「消滅可能性都市」が公表され、豊郷町は該当しないものの、犬上郡を共に構成する多賀町と甲良町がリストに挙がる[11]／なお、2010年度（平成22年度）の犬上郡3町の人口は、多賀町7,761人、甲良町7,500人、豊郷町7,566人であるが[11]、日本創成会議が推計する2040年度の人口は、多賀町4,906人、甲良町4,965人、豊郷町6,975人で[11]、消滅可能性に大きく影響する若年女性人口変化率（子供を産む可能性の高い20歳から39歳までの女性の人口変化率）は、多賀町－56.7%、甲良町－65.5%、豊郷町－23.5%であった[11]。
- 2017年（平成29年）4月1日 - 豊郷町で防災行政無線のアナログ方式からデジタル方式への完全移行[12]。

### 行政区域の変遷
- 明治5年10月10日（新暦換算：1872年11月10日） - 全国一律で大区小区制が施行され、当地域では、吉田村と上枝村が愛知郡第9区に、下枝村・沢村・高野瀬村が愛知郡第11区に、四十九院村・石畑村・八目村・八町村・雨降野村が犬上郡第19区に、安食西村と安食南村が犬上郡第21区に属すこととなる。
- 1874年（明治7年） - 高野瀬村から大町村が分立。安食南村から三ツ池村が分立。
- 1889年（明治22年）4月1日 - 犬上郡および愛知郡が村制を施行し、安食西村・安食南村・三ツ池村・四十九院村・石畑村・八目村・雨降野村・八町村の区域をもって犬上郡豊郷村（第一次豊郷村）が、吉田村・上枝村・下枝村・高野瀬村・大町村・沢村の区域をもって愛知郡日枝村が、それぞれに発足する。
- 1956年（昭和31年）9月30日 - 犬上郡豊郷村と愛知郡日枝村が合体（新設合併）し、犬上郡にて新生の豊郷村（第二次豊郷村）が発足する。
- 1971年（昭和46年）2月11日 - 豊郷村が町制を施行し、豊郷町が発足する。

## 人口
平成27年の国勢調査と前回調査に基づいて当地域の人口増減をみると、1.9パーセント減の7,422人であり、増減率は滋賀県下19市町村中の第11位となっている。
| |                                        |  |
| 豊郷町と全国の年齢別人口分布（2005年） | 豊郷町の年齢・男女別人口分布（2005年） |  |
| ■紫色 ― 豊郷町 ■緑色 ― 日本全国 | ■青色 ― 男性 ■赤色 ― 女性              |  |
| 豊郷町（に相当する地域）の人口の推移 \| 1970年（昭和45年） \| 7,020人 \| \| \| 1975年（昭和50年） \| 6,992人 \| \| \| 1980年（昭和55年） \| 7,194人 \| \| \| 1985年（昭和60年） \| 7,414人 \| \| \| 1990年（平成2年） \| 7,396人 \| \| \| 1995年（平成7年） \| 7,222人 \| \| \| 2000年（平成12年） \| 7,132人 \| \| \| 2005年（平成17年） \| 7,418人 \| \| \| 2010年（平成22年） \| 7,566人 \| \| \| 2015年（平成27年） \| 7,422人 \| \| \| 2020年（令和2年） \| 7,132人 \| \| |                                        |  |
| 総務省統計局 国勢調査より |                                        |  |
| 1970年（昭和45年） | 7,020人                                |  |
| 1975年（昭和50年） | 6,992人                                |  |
| 1980年（昭和55年） | 7,194人                                |  |
| 1985年（昭和60年） | 7,414人                                |  |
| 1990年（平成2年） | 7,396人                                |  |
| 1995年（平成7年） | 7,222人                                |  |
| 2000年（平成12年） | 7,132人                                |  |
| 2005年（平成17年） | 7,418人                                |  |
| 2010年（平成22年） | 7,566人                                |  |
| 2015年（平成27年） | 7,422人                                |  |
| 2020年（令和2年） | 7,132人                                |  |

## 行政
- 町長：伊藤定勉（2007年~）
- 元町長：大野和三郎（1999年~2007年）

## 産業
古来の主産業は農業で、現在も田園風景が広がる。しかし21世紀初期では、第二次産業や第三次産業が中心となっている。第二次産業では、安食西にあるアキレス滋賀第二工場（1953年に「関西工場」の名で操業開始）が最大であるほか、中小の金属・繊維工場などが地域に立地している。第三次産業では、国道8号にロードサイド店舗が並ぶほか、高野瀬にチェーンストア丸善の本部（1976年開設）がある。

## 教育

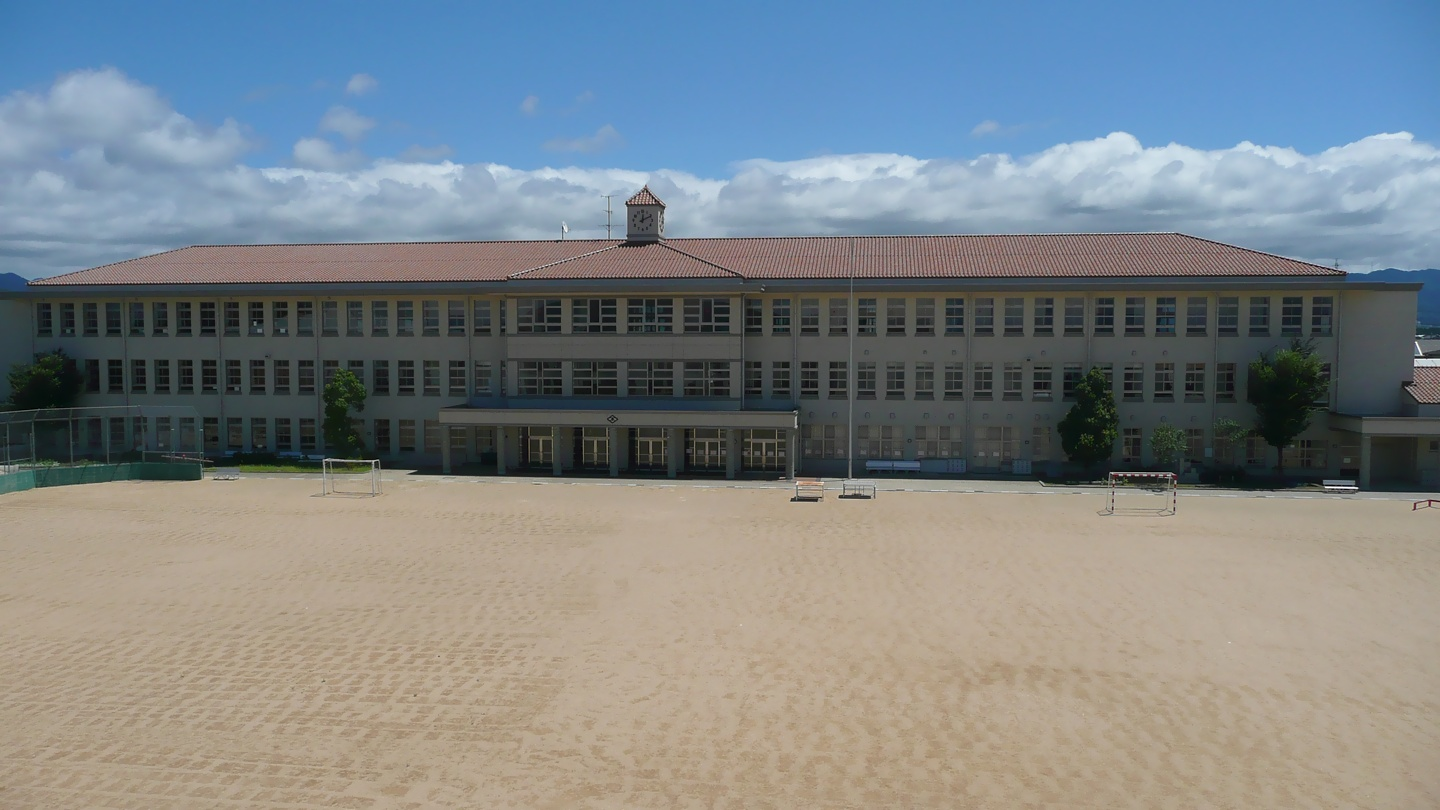
豊郷小学校

- 中学校
  - 豊郷町立豊日中学校
- 小学校
  - 豊郷町立豊郷小学校
  - 豊郷町立日栄小学校
- 幼児教育
  - 豊郷町立豊郷幼稚園
  - 豊郷町立愛里保育園

## 交通
町の中央を旧中山道（東山道）と近江鉄道と東海道新幹線が並行して通過し、旧中山道の西寄りを国道8号が通過している。

### 鉄道
- 近江鉄道
  - 本線：豊郷駅

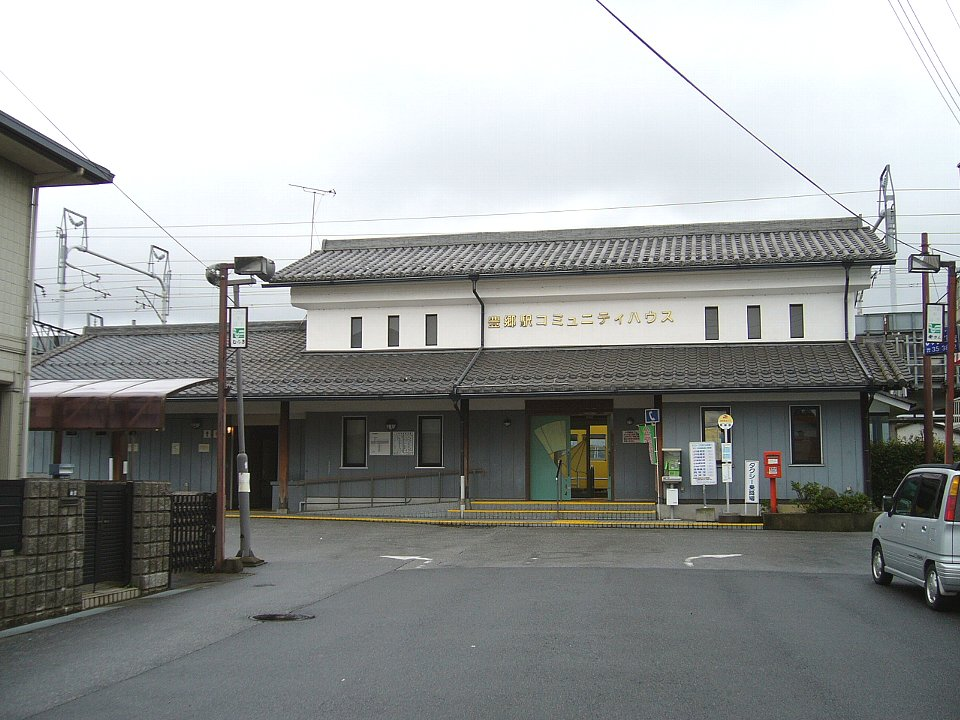
豊郷駅

- JR在来線の駅としては、彦根市の東海道本線（琵琶湖線）稲枝駅と河瀬駅が最寄り駅であるが、観光で訪れる場合、東海道新幹線が停車する米原駅や、在来線で一駅隣の彦根駅で近江鉄道線に乗り換えるのが一般的である。

### バス
彦根観光バスが稲枝駅と豊郷町・愛荘町を結ぶ路線バスを運行していたが、2011年（平成23年）10月1日に廃止され、現在は町内に一般路線バスがない。
- 愛のりタクシーこうら - 予約制乗合タクシー。湖東圏域公共交通活性化協議会が運行主体となって近江タクシーが運行し、甲良町・彦根市（高宮・ひこね市文化プラザ・彦根市立病院など）と豊郷町（豊郷駅・豊郷病院など）を結ぶ。
- すまいるたうんばす - 町が運行。65歳以上の人・障害者・介護者などのみ利用可。

### 道路
高速道路の最寄りのインターチェンジは、名神高速道路彦根インターチェンジ、および、湖東三山スマートインターチェンジ。また、多賀スマートインターチェンジ(現在は下り線のみ)。
- 一般国道
  - 国道8号
- 県道
  - 滋賀県道13号彦根八日市甲西線
  - 滋賀県道204号稲枝沢線
  - 滋賀県道205号賀田山安食西線
  - 滋賀県道216号雨降野今在家八日市線
  - 滋賀県道219号豊郷停車場線
  - 滋賀県道220号松尾寺豊郷線
  - 滋賀県道222号北落豊郷線
  - 滋賀県道542号安食西八目線

## 名所・旧跡

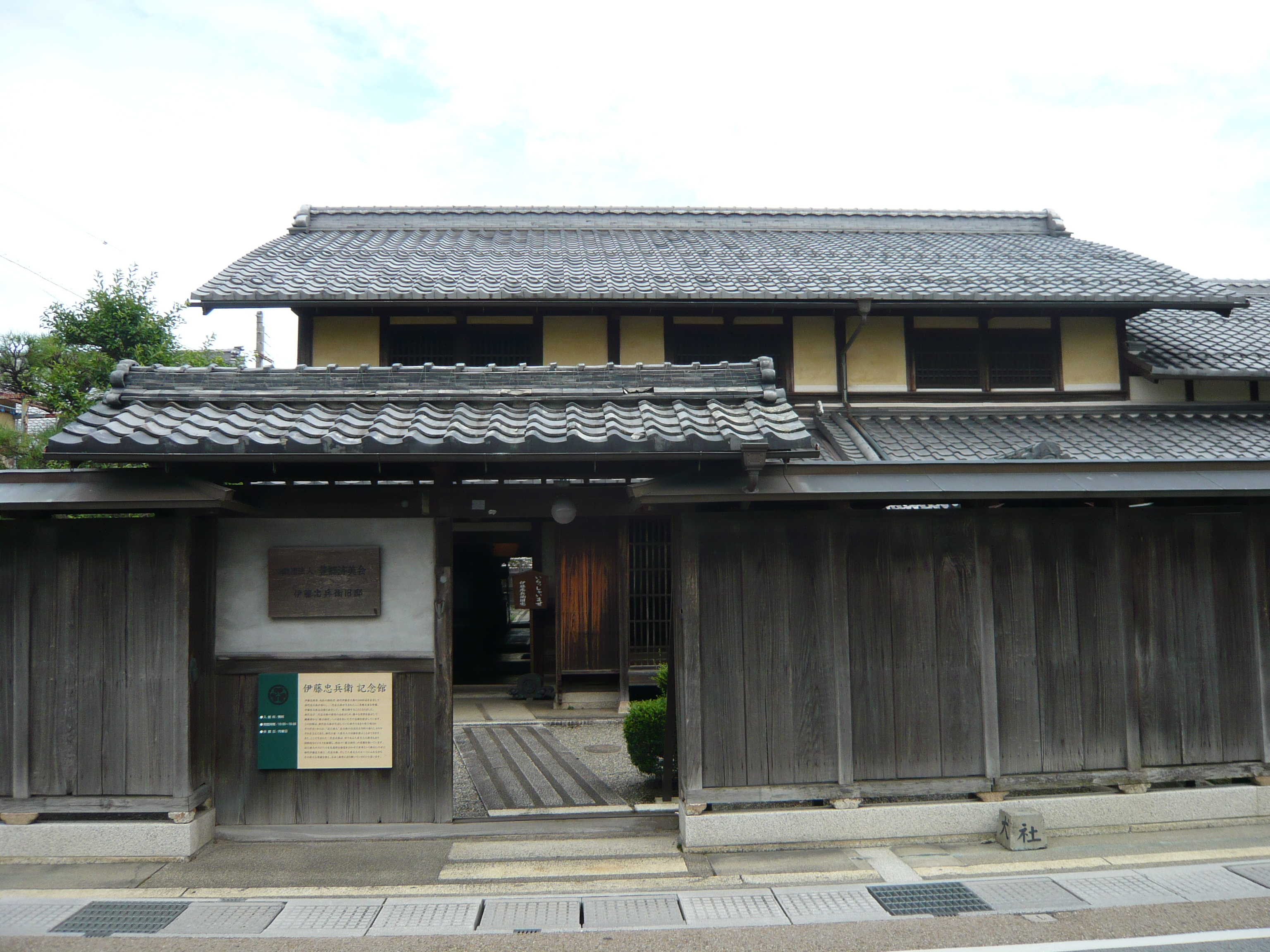
伊藤忠兵衛記念館

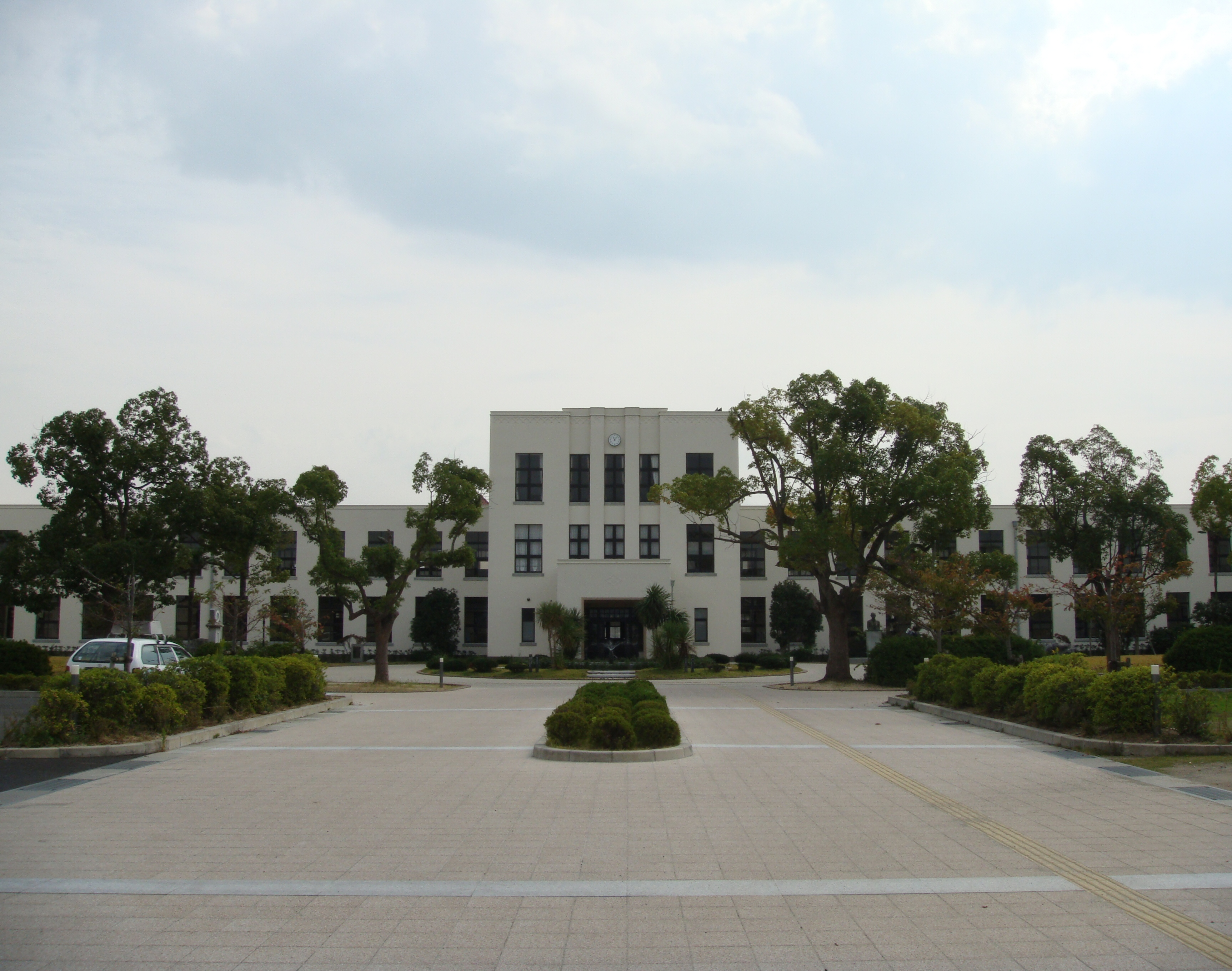
豊郷小学校旧校舎

- 阿自岐神社 - 安食西に所在。日本最古級の池泉多島式庭園を残す、阿直岐氏ゆかりの神社。庭園は県指定名勝、本殿は県指定有形文化財。
- 千樹寺 - 下枝に所在。臨済宗永源寺派の寺院。江州音頭発祥地の一つ。
- 唯念寺 - 四十九院に所在。真宗大谷派の寺院。行基が建立したとされ、「行基の庭」と呼ばれる枯山水の庭園がある。
- 豊会館 - 下枝に所在。豪商藤野喜兵衛の本宅を利用した資料館。別名、又十屋敷。
- 伊藤忠兵衛記念館 - 八目に所在。豪商伊藤忠兵衛の本宅。近くには伊藤忠兵衛を顕彰する公園（くれない園）もある。
- 古川家住宅 - 四十九院に所在。主屋は江戸時代後期、付属建物は昭和前期の建築。主屋など4棟が国の登録有形文化財。
- 旧豊郷尋常高等小学校本館 - 四十九院に所在。1887年に至熟小学校（豊郷小学校の前身）の講堂として建てられた木造建築。国の登録有形文化財。
- 豊郷小学校旧校舎群 - 石畑に所在。ウィリアム・メレル・ヴォーリズの設計による鉄筋校舎。テレビアニメ『けいおん!』（京都アニメーション製作）に登場する「桜が丘高等学校」校舎のモデルとして知られる。
- 先人を偲ぶ館 - 四十九院に所在。豪商薩摩治兵衛（薩摩治郎八の先祖）など豊郷出身の偉人の業績などを紹介する資料館。建物は、戦前に薩摩家が寄付した「パリ日本館」を模している。

## 地域にゆかりのある著名人

### 出身著名人
江戸時代の生まれ
- 初代藤野喜兵衛 - 明和7年（1770年）、近江国愛知郡の北端地域（1889年に日枝村となる地域、現・滋賀県犬上郡豊郷町旧日枝村域）[注釈 1]の生まれ。出生地、および、渡島国松前福山城下（現・北海道松前町字福山）の和人地育ち。実業家（豪商）。【転出】※満11歳の時、蝦夷地に渡って義兄の店で丁稚奉公を始める。事実上の転居。
- 薩摩治兵衛 - 天保2年（1831年）、近江国犬上郡四十九院村（幕藩体制下の近江彦根藩知行四十九院村。現・滋賀県犬上郡豊郷町四十九院）の生まれ。出生地、および、武蔵国豊島郡堀留町（江戸日本橋堀留町）育ち。実業家（豪商）。薩摩治郎八（バロン薩摩）の祖父。【転出】※満12から13歳の頃、江戸へ下り、日本橋の堀留（現・東京都中央区日本橋堀留町）にある綿織物問屋・小林吟右衛門の店で丁稚奉公を始める。事実上の転居。
- 6代目伊藤長兵衛 - 天保3年（1833年）、近江国犬上郡の西端地域（1889年に豊郷村となる地域[注釈 2]、現・滋賀県犬上郡豊郷町内）の生まれ。実業家（豪商）。初代伊藤忠兵衛の兄。
- 初代伊藤忠兵衛 - 天保13年7月2日（1842年8月7日）、近江国犬上郡の西端地域（1889年に豊郷村となる地域[注釈 2]、現・滋賀県犬上郡豊郷町内）の生まれ。実業家（豪商。伊藤忠財閥および丸紅の創業者）。

明治生まれ
- 北川嘉平 - 明治5年9月5日（新暦換算：1872年10月7日）生まれ。地主。農政家、政治家（豊郷村村長等）。当地における8農業産業組合の創設者[6]。
- 古川鉄治郎 - 1878年（明治11年）2月12日、滋賀県犬上郡の西端地域（1889年に豊郷村となる地域[注釈 2]、現・豊郷町内）の生まれ。実業家（丸紅商店〈現・丸紅〉専務取締役等）。
- 2代目伊藤忠兵衛 - 1886年（明治19年）6月12日、犬上郡の西端地域（1889年に豊郷村となる地域[注釈 2]、現・豊郷町内）の生まれ。実業家（伊藤忠財閥2代目当主）。
- 伊藤茂八郎 1892年（明治25年）5月 、豊郷町生まれ。実業家（初代伊藤忠兵衛養孫）。

大正生まれ
昭和生まれ
- 大野和三郎 - 1955年（昭和30年）11月30日、豊郷町生まれ。政治家（元・豊郷町町長等）。
- 岡野弘文 - 1975年（昭和50年）、豊郷町生まれ。実業家（エキセントリックデザイン株式会社社長）。
- 西川純司 - 1983年（昭和58年）5月12日、豊郷町生まれ。元プロ野球選手（NPB等所属）。

### 地域にゆかりのある異邦人等
- 阿直岐 - 古墳時代の人物。百済から日本に派遣された渡来人。豊郷町安食西に鎮座する古社・阿自岐神社の祭神であるアヂスキタカヒコネと同一視される。
- 吉田厳秀 - 鎌倉時代の人物。佐々木秀義の六男。武士（武将）。厳秀を祖とする吉田厳秀流一族の本貫は、近江国愛知郡吉田村（現・滋賀県犬上郡豊郷町吉田）と、出雲国能義郡吉田荘（現・島根県安来市吉田地区）の、いずれかと考えられる。
- 角倉了以 - 天文23年（1554年、戦国時代中期）、京都生まれ。実業家（豪商、海外貿易商、土木事業家）。角倉家の本姓は吉田氏で、吉田厳秀流の家系。同じ意味で、弟の吉田宗恂、長男の角倉素庵、外孫の吉田光由も、豊郷とゆかりがある。
- 初代桜川大龍 - 文化6年（1809年、江戸時代後期）、近江国犬上郡河瀬村南川瀬（現・滋賀県彦根市南川瀬町）生まれ。芸能者（江州音頭宗家）。明治元年（1868年/1869年）に近江国愛知郡枝村（現・滋賀県犬上郡豊郷町下枝）の千樹寺（日吉山千樹寺）で踊りを披露したのが、江州音頭の始まりとされる。